# 아적전반생
《아적전반생》(중국어: 我的前半生, 병음: Wǒ de qián bàn shēng 워더첸반성[*], 영어: The First Half Of My Life 더 퍼스트 하프 오브 마이 라이브[*])은 2017년 방송되었던 중국의 드라마이다.

## 소개
- 갑작스러운 이혼 후, 여러 어려움을 겪으면서 성장해 가는 여자의 모습을 그린 드라마

## 등장 인물
- 진둥 - 허한 역
- 마이리 - 뤄즈진 역
- 위안취안 - 탕징 역
- 레이자인 - 진준생 역
- 우쥔메이 - 우다냥 역
- 오월 (吴越) - 링링 역